# Louis Dubuisson
Pour les articles homonymes, voir Dubuisson.
Louis Dubuisson, né le 12 février 1842 à Lesneven (Finistère) et mort le 2 avril 1914 à Paris, est un homme politique français.
Médecin diplômé de la faculté de Paris, il est conseiller général du canton de Châteauneuf-du-Faou (centre du Finistère) à partir de 1891, maire de Châteauneuf à partir de 1909 et député de tendance gauche radicale de 1898 à sa mort. Il s'intéresse surtout aux questions sociales.

## Un notable finistérien
Louis Dubuisson naît le 12 février 1842 à Lesneven, dans le nord du département du Finistère. Il est fils d'un fonctionnaire de l'État.
Il fait des études de médecine à la faculté de Paris et est reçu docteur en 1869 grâce à sa thèse très remarquée sur l’inoculation des produits septiques et tuberculeux. En 1870, il participe à la guerre franco-allemande ; il sert comme médecin-major dans le 3e bataillon des mobilisés du Finistère qui est rattaché à l'armée de la Loire.
Libéré de ses obligations militaires après la guerre, il s'installe comme médecin à Châteauneuf-du-Faou, chef-lieu de canton du centre du Finistère. Il réside au village des Fontaines avec sa femme et ses deux filles Caroline et Emma. À la suite du décès de sa fille Caroline en avril 1912, il est désigné subrogé-tuteur pour l’éducation de ses trois petits-fils Delaporte, notamment Raymond souvent malade. À sa mort en 1914, c'est sa fille Emma qui reprendra ce rôle.
Il devient adjoint au maire de Châteauneuf et conseiller de l'arrondissement de Châteaulin en 1888 puis maire en 1909. Attaché aux questions sociales, il participe à la création de la première société d'assurance mutuelle agricole du Finistère. Il est élu conseiller général du canton de Châteauneuf-du-Faou en 1891. À ce titre, il soutient la création d'une assistance médicale gratuite dans le département. Dans le cadre de la création du troisième réseau de chemins de fer départementaux, il fait adopter par le Conseil général la création d'une ligne desservant son canton et reliant Plouescat à Rosporden. Cette ligne concédée aux chemins de fer armoricains est inaugurée en 1912.
Dubuisson conserve ses mandats d'élu jusqu'à sa mort en 1914.
Il fut en outre trésorier du comice agricole de Châteauneuf-du-Faou.

## Un député de la gauche radicale
Déjà maire et conseiller général, Louis Dubuisson se présente aux élections législatives du 8 mai 1898 dans la circonscription de Châteaulin. Pratiquement sans concurrent, il est élu au premier tour par 8 446 voix sur 8 694 votants. Inscrit au groupe de la gauche radicale, il siège également dans les commissions chargées de l'assurance, de la prévoyance sociale et des économies administratives. Particulièrement intéressé par les questions sociales, il dépose des propositions de loi pour l'indemnisation des accidents du travail et la création d'une caisse nationale de chômage et de retraite.
Réélu le 27 avril 1902, toujours au premier tour de scrutin, il reste membre de la commission d'assurance et de prévoyance sociales. Il dépose des propositions de loi pour l'amélioration des pensions de retraites et pour l'intensification de la lutte contre la tuberculose. Il intervient également en faveur de la protection des sites et monuments historiques ou naturels.
Le 30 juin 1905, pendant les débats sur la loi de séparation des Églises et de l'État, il se déclare partisan du maintien du concordat de 1801 et vote contre la loi.
Il est réélu en mai 1906, au second tour, contre le républicain libéral Jean de Kercadio. Il présente une proposition de loi sur l'assistance médicale gratuite.
Il est encore réélu au second tour en mai 1910. En plus de la commission d'assurance et de prévoyance sociales, il devient membre de la commission des travaux publics et des chemins de fer. Il soutient l'adoption de lois pour le soutien aux familles nombreuses, mais vote contre l'instauration du suffrage proportionnel aux élections législatives. 
Louis Dubuisson meurt le 2 avril 1914 à Paris ; le président Paul Deschanel prononce son éloge funèbre devant la chambre des députés en louant le « député modeste [...] qui sert le pays sans fracas et sans ostentation ».